# (34413) 2000 RS101
2000 RS101 (asteroide 34413) é um asteroide da cintura principal. Possui uma excentricidade de 0.16755170 e uma inclinação de 11.47391º.
Este asteroide foi descoberto no dia 5 de setembro de 2000 por LONEOS em Anderson Mesa.